# Eriko Seo
Eriko Seo (Japans: 妹尾 栄里子, Seo Eriko) (Obihiro, 12 maart 1979) is een Japans voormalig langebaanschaatsster. Ze nam meermalen deel aan het WK allround en de WK afstanden. In Salt Lake City vertegenwoordigde ze Japan op de Olympische Winterspelen 2002, ze eindigde als 19e op de 3000 meter.

## Persoonlijke records
| Afstand    | Tijd    | Datum            | Baan           |
| ---------- | ------- | ---------------- | -------------- |
| 500 meter  | 40,52   | 10 augustus 2001 | Calgary        |
| 1000 meter | 1.18,93 | 11 augustus 2001 | Calgary        |
| 1500 meter | 1.58,46 | 11 maart 2001    | Salt Lake City |
| 3000 meter | 4.07,25 | 18 november 2005 | Salt Lake City |
| 5000 meter | 7.09,95 | 25 november 2000 | Heerenveen     |